# Berberis aldenhamensis
Berberis aldenhamensis là một loài thực vật có hoa trong họ Hoàng mộc. Loài này được Ahrendt mô tả khoa học đầu tiên năm 1946.